# Pranten (Gubug)
Pranten is een bestuurslaag in het regentschap Grobogan van de provincie Midden-Java, Indonesië. Pranten telt 1914 inwoners (volkstelling 2010).